# Oita Miyoshi Weisse Adler
Gli Oita Miyoshi Weisse Adler (大分三好ヴァイセアドラー) sono una società pallavolistica maschile giapponese, con sede ad Ōita. Militano nel massimo campionato del giapponese, la V.Premier League. Il club è stato fondato dal cardiologo Atsushi Miyoshi. "Weisse Adler" in tedesco significa "aquila bianca".

## Storia
Gli Oita Miyoshi Weisse Adler vengono fondati nel 1996 dal cardiologo Atsushi Miyoshi. Nei primi anni della loro storia giocano nelle categorie amatoriali del campionato giapponese. Nel 2004 debuttano in V.Challenge League, classificandosi al quinto posto; un anno dopo, invece, vincono il campionato guadagnandosi la promozione nella V.Premier League. Militano ininterrottamente nella massima serie dalla stagione 2006-07. Nella stagione 2008-09 retrocedono al challenge match, ma grazie alla chiusura dei NEC Blue Rockets vengono ripescati, conservando il proprio posto in V.Premier League.

## Rosa 2012-2013
| N° | Nome               | Ruolo | Data di nascita  | Nazionalità sportiva |
| -- | ------------------ | ----- | ---------------- | -------------------- |
| -  | Hiroyuki Furuta    | All   | 22 ottobre 1971  | Giappone             |
| 1  | Takashi Ogawa      | S     | 11 dicembre 1978 | Giappone             |
| 2  | Yoshinori Tokumaru | C     | 12 febbraio 1985 | Giappone             |
| 3  | Ryota Abe          | S     | 3 aprile 1989    | Giappone             |
| 4  | Kozuto Takahashi   | S     | 12 giugno 1984   | Giappone             |
| 5  | Yuya Hasamaki      | P     | 30 novembre 1987 | Giappone             |
| 6  | Takahiro Takahashi | C     | 19 agosto 1988   | Giappone             |
| 7  | Yuki Hosokawa      | S     | 24 gennaio 1990  | Giappone             |
| 8  | Kimiya Ishigaki    | S     | 28 ottobre 1988  | Giappone             |
| 9  | Takuya Iguchi      | S     | 14 aprile 1989   | Giappone             |
| 10 | Yōhei Yamada       | P     | 9 ottobre 1988   | Giappone             |
| 11 | Mitsuru Funakoshi  | S     | 25 luglio 1980   | Giappone             |
| 12 | Yuya Takibana      | L     | 1º marzo 1989    | Giappone             |
| 13 | Yuki Nakashima     | C     | 10 aprile 1986   | Giappone             |
| 14 | Hiroki Takahashi   | P     | 20 giugno 1986   | Giappone             |
| 16 | Ryuji Sakotani     | L     | 2 maggio 1988    | Giappone             |
| 20 | Michael Chemos     | S/O   | 12 novembre 1990 | Kenya                |